# Villarluengo
Villarluengo ist eine Gemeinde in der Provinz Teruel in der Autonomen Region Aragón in Spanien. Sie liegt in der Comarca Maestrazgo und hatte 2024 163 Einwohner.

## Lage
Villarluengo liegt etwa 65 Kilometer (Luftlinie) in nordöstlicher Richtung von der Provinzhauptstadt Teruel und etwa 100 Kilometer (Luftlinie) südsüdöstlich von Saragossa in einer Höhe von ca. 1120 m.

## Bevölkerungsentwicklung
| Jahr      | 1970 | 1981 | 1991 | 2001 | 2011 | 2021 |
| Einwohner | 492  | 289  | 243  | 207  | 202  | 169  |

Die Mechanisierung der Landwirtschaft sowie die Aufgabe bäuerlicher Kleinbetriebe und der daraus resultierende Verlust an Arbeitsplätzen haben seit der Mitte des 20. Jahrhunderts zu einer Landflucht geführt.

## Sehenswürdigkeiten

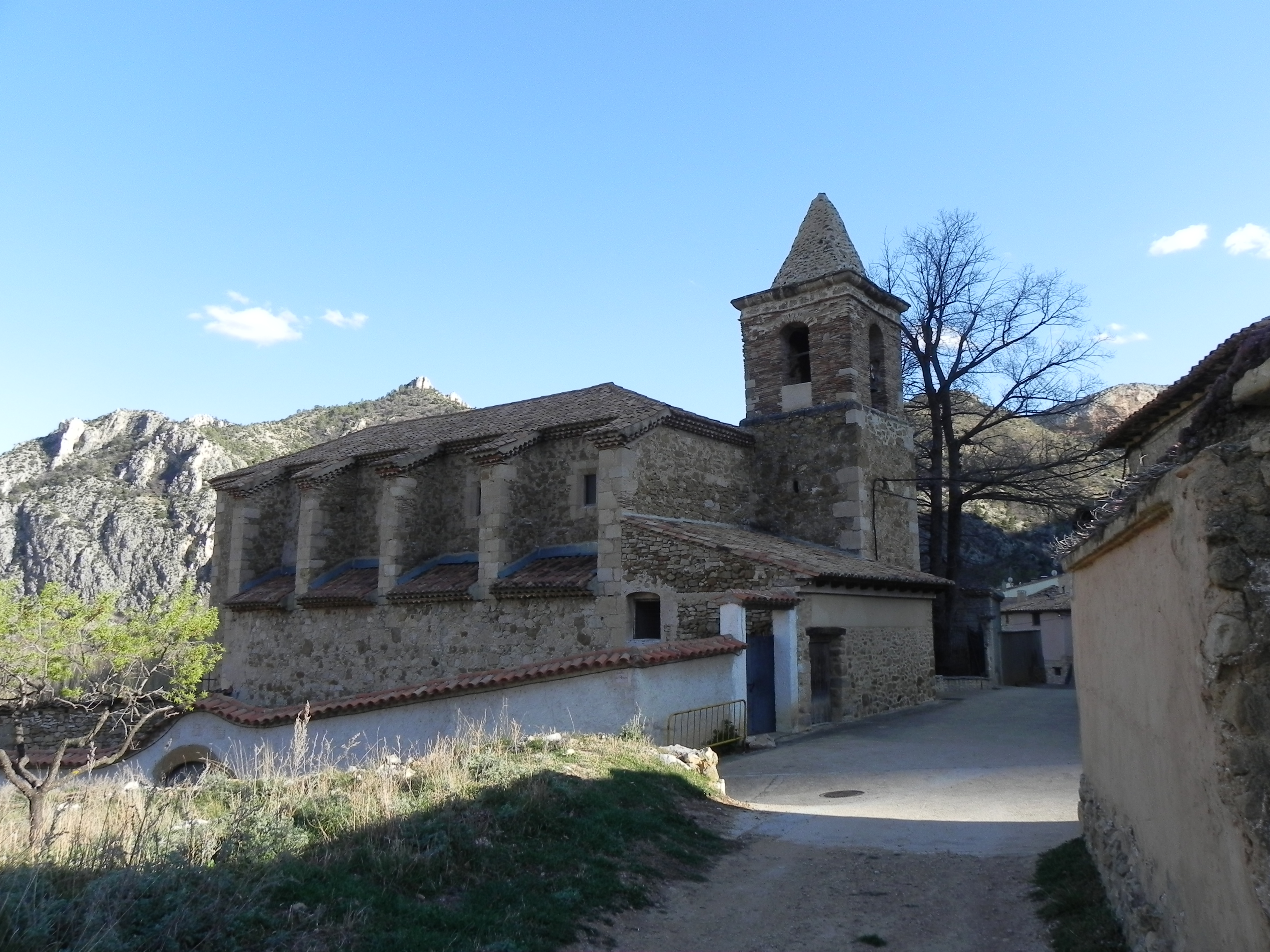
Kirche Mariä Himmelfahrt

- Kirche Mariä Himmelfahrt